# Niklas Schrader

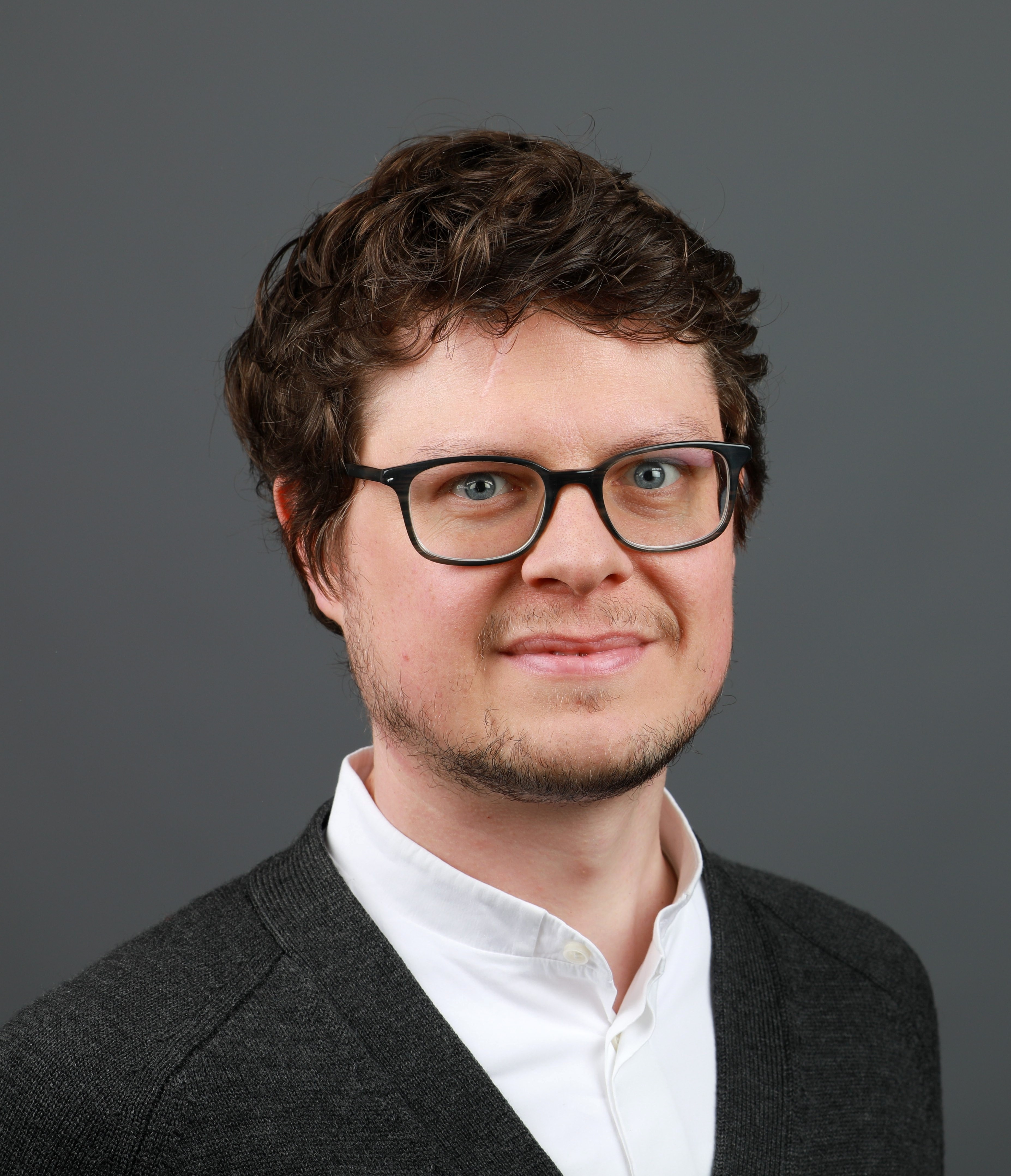
Niklas Schrader (2017)

Niklas Schrader (* 25. Oktober 1981 in Berlin) ist ein deutscher Politiker (Die Linke) und seit 2016 Mitglied im Abgeordnetenhaus von Berlin. Er ist dort Parlamentarischer Geschäftsführer der Berliner Linksfraktion.

## Biografie
Niklas Schrader absolvierte sein Abitur in Berlin-Steglitz und leistete seinen Zivildienst beim Notdienst für Suchtmittelgefährdete und -abhängige. Im Anschluss studierte er Sozialwissenschaften in Berlin und London. Nach seinem Studium war er für die Fraktion Die Linke im Abgeordnetenhaus als Referent für Innen- und Rechtspolitik, Verfassungsschutz und Datenschutz sowie auch für Flüchtlingspolitik tätig.
Er ist Mitglied bei der Humanistischen Union, der Dienstleistungsgewerkschaft ver.di, der Law Enforcement Against Prohibition, sowie Fördermitglied des Antifaschistischen Pressearchivs und Bildungszentrums.

## Abgeordneter
Bei der Wahl zum Abgeordnetenhaus von Berlin 2016 wurde er über die Landesliste seiner Partei in das Abgeordnetenhaus gewählt. Er ist Mitglied des Fraktionsvorstands und ist Sprecher für die Fraktion zu den Themenfeldern Innenpolitik und Drogenpolitik. Am 22. Januar 2019 wurde Schrader, zum Nachfolger von Hakan Taş, als innenpolitischer Sprecher der Fraktion bestätigt und die neue Funktion mit seiner vorangegangenen Sprechertätigkeit für Verfassungsschutz zusammengefasst. Wiederum übernahm Sebastian Schlüsselburg, im Auftrag der Berliner Linksfraktion, am 21. Mai 2019 die Funktion als datenschutzpolitischer Sprecher von Schrader. Bei der Abgeordnetenhauswahl 2021 und der Wiederholungswahl 2023 konnte er seinen Sitz im Abgeordnetenhaus verteidigen.
Im Juni 2024 wurde Schrader zusammen mit Hendrikje Klein zu den Parlamentarischen Geschäftsführern der Berliner Linksfraktion gewählt. Er gab daraufhin die Position des drogenpolitischen Sprechers an Klaus Lederer ab. Schrader sitzt für seine Fraktion in den Ausschüssen für Inneres, Sicherheit, Ordnung und für Verfassungsschutz. Zwischen Juli 2017 und August 2021 war er Mitglied im 1. Untersuchungsausschuss zu dem „Ermittlungsvorgehen im Zusammenhang mit dem Terroranschlag am Breitscheidplatz am 19. Dezember 2016“ (Fall A.) (2017–2021). Mit der Einsetzung des Untersuchungsausschusses zur „Untersuchung des Ermittlungsvorgehens im Zusammenhang mit der Aufklärung der im Zeitraum von 2009 bis 2021 erfolgten rechtsextremistischen Straftatenserie in Neukölln“ am 5. Mai 2022 und der Wiedereinsetzung des Ausschusses am 23. März 2023, bedingt durch die Wahlwiederholung in Berlin, ist Schrader ordentliches Mitglied des Untersuchungsausschusses. Schrader setzt sich für die lückenlose Aufklärung ein und legt einen besonderen Fokus auf den Austausch und die Solidarität mit den Betroffenen.

## Politische Positionen
Niklas Schrader vertritt mit der Forderung nach Abkehr von Null-Toleranz-Zonen für den Verkauf und Konsum von Cannabis eine Liberalisierung der Drogenpolitik, die neben dem staatlich kontrollierten Verkauf von Cannabis wie in Kalifornien (siehe Rechtliche Stellung des Cannabisgebrauchs in Kalifornien), die Entstehung von Cannabis Social Clubs und den Ausbau von Suchtprävention, sowie den Abbau von Repressionen gegen Suchtkranke bevorzugt. In diesem Zusammenhang ist er auch Mitglied beim LEAP (Law Enforcement Against Prohibition) Deutschland e. V., welcher sich für die Legalisierung von Drogen einsetzt. Schrader befürwortet die seit April 2024 geltende Teillegalisierung von Cannabis; kritisiert jedoch deren bürokratische Umsetzung wie beispielsweise restriktive Abstandsregeln.
Im Rahmen der bundesweiten Aufklärung der NSU-Terrorserie plädiert Schrader für eine bessere Aufarbeitung des extrem rechten Netzwerkes und die Einrichtung eines Untersuchungsausschusses in Berlin.
Er plädiert ebenso im Zusammenhang mit der Debatte um die Verschärfung von Polizeigesetzen, wie dem Berliner ASOG, für eine Überprüfung der Wirksamkeit von neu geschaffenen Eingriffsbefugnissen in die Bürgerrechte oder für eine Verhältnismäßigkeitskontrolle der Eingriffe unter Berücksichtigung deren Risiken, wie z. B. durch flächendeckende Videoüberwachung beim Recht auf informationelle Selbstbestimmung. Nach eigenen Aussagen setzt Schrader sich für eine demokratische Kontrolle der Sicherheitsbehörden ein. Er strebt eine Verbesserung der Arbeitsbedingungen der Sicherheitsbehörden an, genauso wie die Aufklärung von Rassismus und anderen Missständen. Dazu gehört für ihn auch eine bessere Fehlerkultur in diesen Institutionen.